# Niña bonita (álbum de Patricia Manterola)
Niña bonita es el segundo álbum de estudio de Patricia Manterola.

## Pistas
| Niña bonita |                              |          |  |
| N.º         | Título                       | Duración |  |
| 1.          | «Niña bonita»                | 4:23     |  |
| 2.          | «Será por ti»                | 3:27     |  |
| 3.          | «Olor de amor»               | 3:25     |  |
| 4.          | «Amarrada»                   | 4:01     |  |
| 5.          | «Cuando llama el corazón»    | 3:21     |  |
| 6.          | «Hablando con las estrellas» | 3:21     |  |
| 7.          | «Por influjo lunar»          | 3:28     |  |
| 8.          | «De niña a mujer»            | 4:30     |  |
| 9.          | «El último»                  | 3:45     |  |
| 10.         | «Dudas»                      | 3:56     |  |

- Datos: Q9050315